# Малая гавайская древесница
Малая гавайская древесница, или малая амакихи (лат. Magumma parva) — вид птиц семейства вьюрковых, единственный представитель рода Magumma. 
Эндемик Гавайев. Распространён во внутренних горных районах острова Кауи. Ещё до начала XX века вид был распространён по всему острову, но после 1900 года он стал редким в равнинных лесах. Современная популяция вида составляет 10—20 тысяч птиц (оценка 2012 года).
Птица длиной 10 см, весом 8—11 г. Тело рыхлое с округлой головой, тонким клювом, слегка согнутыми вниз, и коротким хвостом. Окраска оперения жёлтая с чёрными маховыми перьями и хвостом. Клюв сверху тёмный, снизу светлый. Глаза чёрные.
Обитает во влажных горных лесах с преобладанием деревьев охиа (Metrosíderos polymorpha), коа (Acacia koa), олапа (Cheirodendron trigynum), лапалапа (Cheirodendron platyphyllum) и других эндемиков. Держится в одиночку или парами, проводя большую часть времени в поисках пищи среди листьев и стволов деревьев. Питается нектаром и мелкими насекомыми, которых всасывает вместе с нектаром. Сезон размножения длится с февраля по июнь. Самцы ухаживают за самками, прыгая и издавая звуки перед ними. Образуют моногамные пары. Гнездо чашеобразной формы строят на верхних ветвях деревьев охиа. Строительством занимается только самка. В кладке три розовых яйца. Инкубация длится 16 дней. Через три недели после вылупления птенцы покидают гнездо.